# Kończany (obwód grodzieński)
Kończany (biał. Канчаны; ros. Кончаны) – wieś na Białorusi, w obwodzie grodzieńskim, w rejonie brzostowickim, w sielsowiecie Brzostowica.
W dwudziestoleciu międzywojennym wieś leżała w Polsce, w województwie białostockim, w powiecie grodzieńskim, w gminie Brzostowica Mała.
Według Powszechnego Spisu Ludności z 1921 roku zamieszkiwały tu 102 osoby, 5 były wyznania rzymskokatolickiego, a 97 prawosławnego. Wszyscy mieszkańcy zadeklarowali polską przynależność narodową. Było tu 26 budynków mieszkalnych.
W Kończanach urodził się Uładzimir Załamaj – zastępca premiera Białorusi, minister ds. Wspólnoty Niepodległych Państw, deputowany do Rady Najwyższej ZSRR XII kadencji i Rady Republiki Zgromadzenia Narodowego Republiki Białorusi I kadencji.